# Forbundsdagsvalget 2021
Det 20. Forbundsdagsvalg afholdtes i Tyskland den 26. september 2021. Den siddende kansler Angela Merkel trådte tilbage efter valget efter næsten 16 år på posten. Særligt CDU/CSU med kanslerkandidat Armin Laschet gik tilbage ved valget, mens SPD, de Grønne og FDP fik fremgang. Tysklands næste kansler er endnu ikke valgt, da der først skal findes et flertal til en regeringskoalition. Die Linke kom ikke over den officielle spærregrænse på 5%, men vandt 3 direkte mandater og kunne dermed omgå spærregrænsen. Det danske mindretal i Sydslesvig med partiet Sydslesvigsk Vælgerforening opnåede for første gang siden Forbundsdagsvalget 1949 valg til Forbundsdagen.

## Baggrund

### Forrige valg
Forbundsdagsvalget i 2017 blev afholdt efter en fireårig stor koalition mellem CDU/CSU og SPD. Selvom CDU/CSU forblev det største parti ved valget led begge partier væsentlige tab. SPD's lederskab meddelte, efter at have anerkendt partiets utilfredsstillende valgresultat efter fire år i regering, at partiet ville gå i opposition. Siden CDU/CSU havde lovet ikke at samarbejde med hverken AfD – det radikale højrefløjsparti, der for første gang blev valgt til Forbundsdagen med 94 pladser – eller Die Linke var den eneste anden mulighed for at opnå flertal en Jamaica-koalition bestående af CDU/CSU, FDP og Die Grünen. Eksplorative samtaler afholdtes mellem partierne gennem de næste seks uger efter valget, men den 20. november trak FDP sig fra forhandlingerne, citerende uforenelige forskelligheder mellem partierne vedrørende migrations- og energipolitik. Kansler Angela Merkel konsulterede sig hos Præsident Frank-Walter Steinmeier, der bad alle partier om at genoverveje for at undgå at skulle afholde nyvalg.
Efterfølgende indikerede SPD og deres leder, Martin Schulz, deres villighed til at indgå forhandlinger om endnu en koalitionsregreing med CDU/CSU. SPD's lederskab stemte for at deltage i en eksplorativ diskussion den 15. december 2017, og ved en partikongres i januar 2018 stemte et flertal af partiets delegerede for at støtte koalitionsdiskussioner.
CDU/CSU indvilligede i den forhandlede koalitionsaftale den 7. februar 2018, men et flertal af SPD's partimedlemmer skulle stemme for at godkende den for at SPD ville skrive under. SPD's 463.723 medlemmer stemte mellem den 20. februar og 2. marts for enten at godkende eller afvise koalitionsaftaleforslaget, og resultatet annonceredes den 4. marts. 78,39% af medlemmerne afgav gyldige stemmer, og 66,02% af dem stemte for endnu en stor koalition. Merkel blev af Forbundsdagen godkendt til en fjerde periode som kansler den 14. marts, med 364 stemmer for, 315 imod, 9, der ikke stemte, og 4 ugyldige stemmer – 9 mere end de påkrævede 355 for at opnå flertal. Den nye regering blev officielt kendt som Regeringen Angela Merkel IV.

## Meningsmålinger
Herunder findes en graf med procentgennemsnit udvundet af meningsmålinger foretaget forud for valget. For en komplet liste over meningsmålinger for valget, se Opinion polling for the 2021 German federal election (engelsk).